# Echinops babatagensis
Echinops babatagensis là một loài thực vật có hoa trong họ Cúc. Loài này được Czerniak. mô tả khoa học đầu tiên năm 1962.